# Ingela Andersson

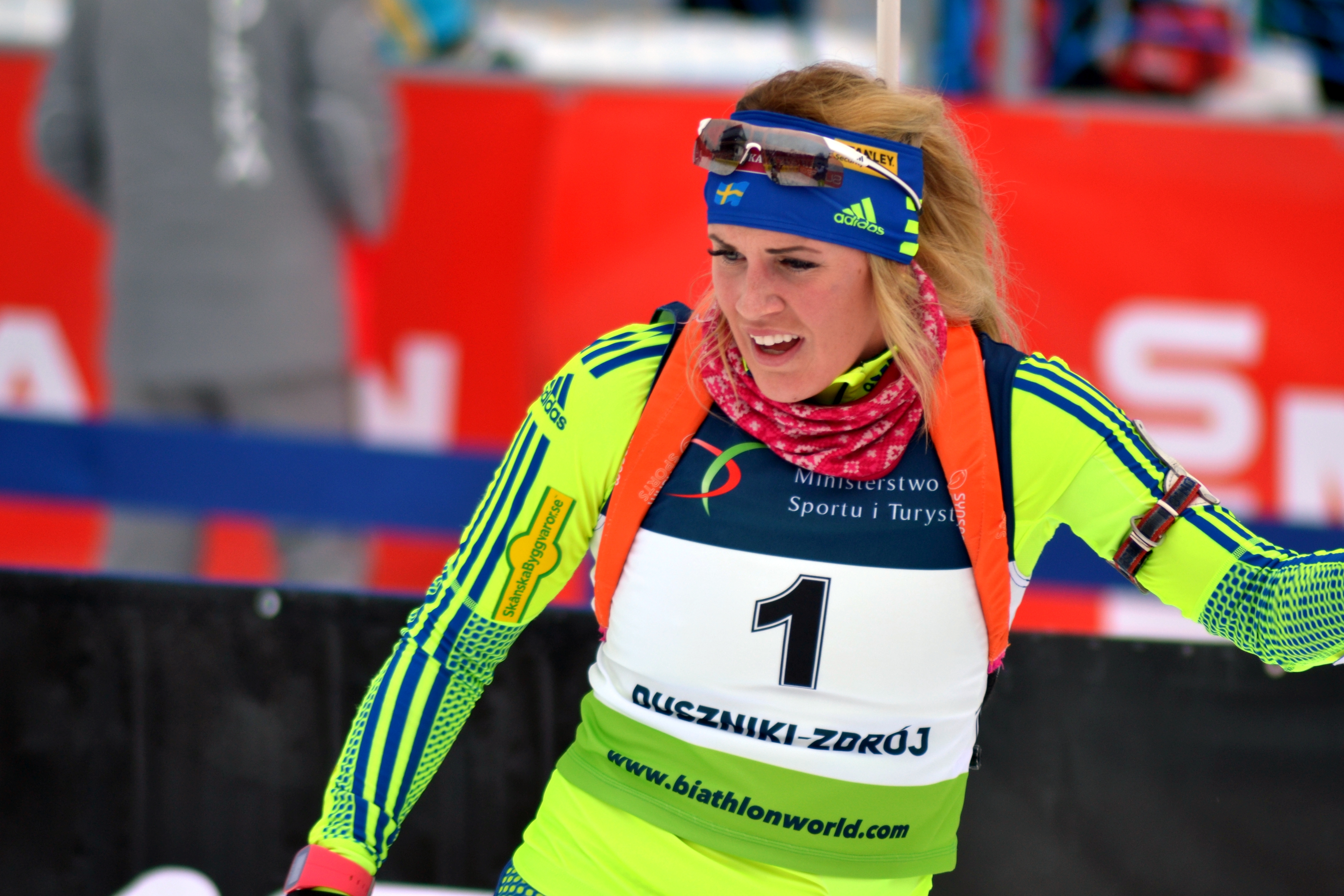
Ingela Andersson, Duszniki-Zdrój 2017

Ingela Andersson, född 16 juli 1991, är en svensk skidskytt.

## Karriär
Andersson tävlade för klubben K 4 IF i Arvidsjaur, men bor i Norge. Hennes främsta meriter är ett guld i jaktstarten i European Youth Winter Olympic Festival 2009 i Polen och två junior-VM-silver från 2010, i sprint och jaktstart, där hon även kom på tiondeplats i distansen. I europamästerskapen i skidskytte 2010 i Otepää blev Ingela som bäst sexa, i distansen. I IBU-cupen har hon som bäst en 17:e plats i sprinten i Beitostølen, Norge 2010.
Under juniorvärldsmästerskapen i skidskytte 2011 i Nové Město na Moravě blev hon trea i sprinten, efter italienskan Dorothea Wierer och ryskan Aleksandra Alikina. På den följande jaktstarten tappade hon tredjeplatsen till en 13:e, efter totalt fem straffrundor.
Andersson debuterade i världscupen säsongen 2011/2012 på sprinten i Östersund med en 82:a plats. Hennes bästa bästa placering vid ett världsmästerskap är en 22:a plats vid världsmästerskapen i Oslo. I världscupen blev hennes bästa resultat är en 23:e plats i en sprint den 11 februari 2016 i Presque Isle.
I IBU-cupen har det blivit totalt fyra individuella segrar samt tre andraplatser. I lag i IBU-cupen blev det totalt fem pallplatser: tre andraplatser och två tredjeplatser.
År 2019 vann hon den svenska skidskyttepremiären i Idre, och tog en andraplats i den norska skidskyttepremiären på Sjusjöen. 
Säsongen 2021/2022 blev Anderssons sista och den 13 mars gjorde hon sitt sista internationella lopp med att bli trea i IBU-cupens mixstafett tillsammans med Elisabeth Högberg, Emil Nykvist och Henning Sjökvist. 